# Халже
Халже (чеськ. Halže, нім. Hals) — село в Пльзенському краї Чеської Республіки. Воно розташоване недалеко від міста Тахова (нім. Tachau). Воно налічує близько 940 жителів.
Природний західний кордон утворено Шумавою (Ческій — ліс). Halže є ідеальною точкою відправлення для поїздки в Шумава і всього в кількох кілометрах на південному сході від спа-курорту Маріанські Лазні.

## Історія
Вперше Halže було згадано в писемних документах від 1479 р. Церква міста Halže була побудований в 1799—1801 роки.
У XIV столітті, регіон Тахов налічував понад сто сіл. Кілька важливих боїв Гуситських війн проходили по всьому регіоні Тахова. Пізніше регіон знаходився під владою Габсбургів з XVI століття. Після смерті короля Людовіка II Угорщини та Чехії в битві при Мохаче в 1526 році, Ерцгерцог Фердинанд Австрії став королем Угорщини і Чехії став складовою частиною Габсбурзької монархії. У 1919 році, після Першої світової війни ціла Богемія стала основою новоствореної країни Чехословаччини.
Регіон Тахов відійшов до правління Німеччини в 1938 році. Після Мюнхенської угоди в 1938 році, в прикордонних районах Чехії населених переважно етнічними німцями (Судентами) були приєднані до Німеччини; це був єдиний випадок в Богемській історії, коли її територія була розділена.
У 1946 році більшість німецькомовних жителів, які здебільшого знаходились в селі Халса і всієї площі Тахова, було виселено. Після війни площа даного регіону була лише частково заселена.
Після Оксамитової революції (1989 р.) Німецькі компанії запустили заводи, щоб використовувати дешеву робочу силу в Тахівському регіоні.

## Інші міста в Тахівському мінірайоні
- Константинові Лазні, Розвадов, Стрібро, Кладрубри, Трпистри, Мільїре, Тахов.